# 올림픽 미식축구

올림픽 미식축구는 올림픽에서 미식축구로 경기를 겨루는 올림픽 경기 종목이다. 1904년 하계 올림픽과 1932년 하계 올림픽에 시범 종목으로 채택되었다.

## 세부 종목
| 종목 | 04 | 36 | 계 |
| ---- | -- | -- | -- |
| 남자 | •  | •  | 0  |
| 합계 |    |    |    |

## 같이 보기
- 미식축구 월드컵